# Варвара-краса, довга коса
«Варвара-краса, довга коса» (рос. «Варвара-краса, длинная коса») — російський радянський художній фільм-казка, поставлений на  Центральної кіностудії дитячих і юнацьких фільмів імені М. Горького в  1969 році  режисером  Олександром Роу за мотивами казки  В. А. Жуковського «Казка про царя Берендея, про доброго царя Єремея і зле Чудо-Юдо, про любов Варвари-краси до рибальського сина Андрія».

## Сюжет
Жив собі цар Єремей. Вирушив він у річний похід, щоб скласти опис свого царства-держави. Нахилився якось до колодязя напитися, але тут його і схопив підводний цар Чудо-Юдо. Та й зажадав викуп за звільнення — такий, про який Єремею не було відомо і не він навіть не знав, що він є в його царстві. Цар погодився, ще не знаючи, що за його відсутності цариця народила сина. Фільм розповідає про те, як, попри всілякі підступи й інтриги, Андрій-рибальський син і Варвара — дочка підводного царя — зустрілися і полюбили одне одного, як царю Єремею довелося червоніти за свого ледачого й дурного спадкоємця, і як зрештою все закінчилося добре.

## У головних ролях
- Михайло Пуговкін — Єремей, цар
- Георгій Мілляр — Чудо-Юдо, підводнрий цар
- Анатолій Кубацький — Афоня, дяк
- Лідія Корольова — Параска, дячиха
- Олексій Катишев — Андрій, рибальський син
- Сергій Ніколаєв — Андрій, царський син
- Тетяна Клюєва — Варвара-краса
- Варвара Попова — Степанида, нянька
- Справжнісінькі пірати:
  - Олександр Хвиля — герцог де ля Бик
  - Лев Потьомкін — маркіз де ля Кіс
  - Аркадій Цінман — барон де ля Свин
  - І. Н. Леонгаров — віконт де ля Пес
- Женихи-Самосвати:
  - Борис Січкін — наречений-Престидижитатор
  - Іван Байда
  - Роман Юр'єв — Алі Гусейн, людина-басейн
- Валентина Ананьїна — рибальчиха
- Віра Петрова — Меланія, цариця
- Віра Алтайська — старенька-веселенька
- Єлизавета Кузюріна — мамка
- Анастасія Зуєва — оповідачка

## В епізодах
- Олександр Альошин — епізод
- Ібрагім Барги — епізод
- Ігор Безяєв — боярин (у титрах — І. Бізяев)
- Інга Будкевич — нянька
- Зоя Василькова — нянька
- В. Вєтров — епізод
- Зоя Земнухова — нянька
- С. Камінський — епізод
- Олексій Коренєв — епізод
- Володимир Маслацов — дяк / балалаєчник
- П. І. Мухін — епізод
- З. Окунєва — епізод
- О. Опанасенко — епізод
- О. Пєшков — епізод
- Михайло Щербаков — Єлисей, рибалка, батько Андрія
- Тамара Яренко — нянька
- Борис Грачевський — рука з тазика, що нагадує цареві: «Боржок!» (У титрах не вказаний)

## Знімальна група
- Сценарій — Михайла Чуприна, за участю Олександра Роу
- Постановка — Олександра Роу
- Головний оператор — Дмитро Суренський
- Головні художники — Арсеній Клопотовський, А. Іващенко
- Композитор — Аркадій Філіпенко
- Звукооператор — Анатолій Дикан
- Режисер — О. Черняк
- Оператор — Володимир Окунєв
- Дресура — Г. Алексєєв
- Монтаж — Ксенії Блінової
- Редакторка — Сара Рубінштейн
- Балетмейстер — Г. Рибак
- Комбіновані зйомки: 
 Оператор — Леонід Акімов 
 Художник — Юрій Міловський
- Грим — Софії Філенової
- Костюми — Соні Войтенко
- Реквізит — М. Кофман
- Світлотехніки — В. Плігін, Б. Моргулян
- Асистенти: 
 режисера — Є. Разумовська, Н. Сорокоумова, А. Кузьмін 
 оператора — Ю. Козин, В. Гризлов, А. Мас, Ю. Брітіков 
 художника — Ю. Голощапов, Г. Бойко, В. Ребров 
 звукооператора — Олексій Разорьонов
- Державний симфонічний Оркестр кінематографії СРСР 
 Диригент — Давид Штільман
- Оркестр російських народних інструментів хору імені П'ятницького 
 Диригент — Олександр Широков
- Директор картини — Роман Конбрандт